# Liga Euskal Herria femenina de waterpolo
La Liga Euskal Herria de waterpolo femenino es la liga territorial que da acceso a la primera división de waterpolo en España que se juega entre equipos de la zona del País Vasco, Cantabria y Navarra. 

## Historia
Se organiza en base al convenio de colaboración entre la Federación Vasca de Natación y la Federación Navarra de Natación, estando abierta a la participación de otros equipos y federaciones de la zona (Cantabria, ...).

## Historial
Los títulos desde 2004:
| Año     | Primero                    | Segundo                    | Tercero                |
| ------- | -------------------------- | -------------------------- | ---------------------- |
| 2004-05 | UPNA                       | CNW Santoña                | Leioa IT               |
| 2005-06 | CNW Santoña                | Leioa IT                   | C. Askartza U.P.V.     |
| 2006-07 | Leioa IT                   | Club Natación Maristas     | CNW Santoña            |
| 2007-08 | CNW Santoña                | Leioa IT                   | C. Askartza U.P.V.     |
| 2008-09 | Leioa IT                   | CNW Santoña                | Club Natación Maristas |
| 2009-10 | Askartza-Santoña           | Escuela Waterpolo Zaragoza | UPNA-Waterpolo Navarra |
| 2010-11 | Escuela Waterpolo Zaragoza | Leioa IT                   | UPNA                   |
| 2011-12 | Escuela Waterpolo Zaragoza | UPNA B                     | Leioa B                |
| 2012-13 | WP 9802                    | Leioa B                    | Lautada Urpolo Gazteiz |
| 2013-14 | Leioa B                    | Lautada Urpolo Gazteiz     | CNW Santoña            |
| 2014-15 | Leioa B                    | Oiasso Bidasoa             | Lautada Urpolo Gazteiz |
| 2015-16 | Askartza                   | Lautada Urpolo Gazteiz     | Oiasso Bidasoa         |
| 2016-17 | WP 9802 B                  | Claret Askartza            | Club Bidasoa XXI       |
| 2017-18 | Askartza                   | WP 9802 B                  | Leioa B                |
| 2018-19 | Leioa B                    | WP 9802 B                  | URBAT IKE              |
| 2019-20 | Club Bidasoa XXI (1)       | URBAT IKE                  | Leioa B                |
| 2020-21 |                            |                            |                        |
| 2021-22 | Askartza                   | Iruña Larraina             | Leioa B                |
| 2022-23 | Askartza                   | Iruña Larraina             |                        |

(1) En el año 2020, la liga sénior femenina se dio por suspendida debido al confinamiento por coronavirus. Los partidos que restaban por disputarse se suspendieron y las clasificaciones, tal y como se encontraban en el momento de su paralización por la declaración del estado de alarma sanitaria, se dieron como definitivos.

## Palmarés
| Club                       | Títulos |
| -------------------------- | ------- |
| Leioa Waterpolo            | 5       |
| Club Askartza              | 5       |
| WP 9802                    | 3       |
| Santoña                    | 3       |
| Escuela Waterpolo Zaragoza | 2       |
| Club Bidasoa XXI           | 1       |